# Талпуры (династия)
Талпуры (белудж: ٽالپور خاندان) династия из белуджиского племени талпур, которая завоевала и управляла Синдхом и другими частями современного Пакистана с 1783 по 1843 годы.

## История
В середине XVIII века в Синде некоторые феодалы из белуджиских племен находились в вассалльной зависимости от династии Калхоров. Воспользовавшись тем фактом, что население было чрезвычайно возмущено тиранией Наваба (правителя) Абдуллы Наби Калхора, лидеры талпуров подняли в июне 1779 года восстание, вытеснили Абдуллу Наби, и захватили власть. Наваб бежал в Кандагар, надеясь найти поддержку своего сюзерена Тимура Шаха.
Тимур Шах согласился помочь ему, и в 1781 году Абдулла Наби при содействии афганских войск снова стал правителем Синда. Однако брожение в стране не только не остановилось, но вспыхнуло с новой силой. Опираясь на поддержку недовольного населения наваба, лидер талпуров Фатх Али Хан изгнал Абдуллаха Наби из Синда в 1783 году. Тимур Шах отправил на помощь правителям Калхора отряд афганских войск, но они были побеждены Белуджами в 1786 году недалеко от Шикарпура.
Династия талпуров была побеждена британскими захватчиками в 1843 году в битве при Миани.